# Jan Baptist van Grevelynghe

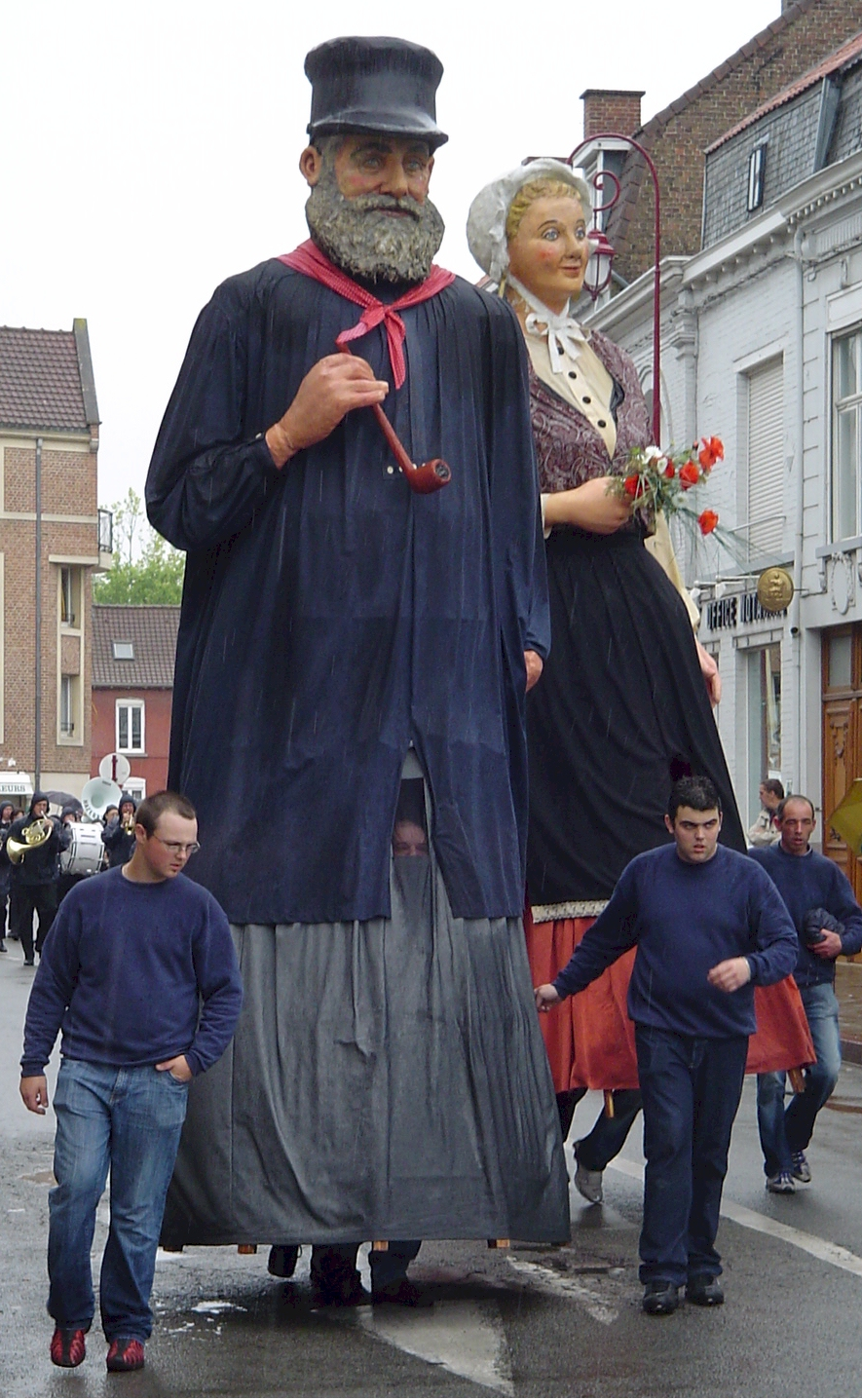
Een reus naar Tisje Tasje met zijn tweede vrouw in Hazebrouck

Jan Baptist van Grevelynghe, bijnaam: Tisje-Tasje, (Buisscheure, 4 november 1767 – Noordpeene, 25 november 1842), was een Frans-Vlaams volksfiguur, marktkramer en toneelschrijver. Zijn roepnaam 'Tist' kwam van zijn voornaam Baptist en het 'Tasje' had te maken met zijn werkzaamheden als marktkramer van tassen. Zijn kleurrijke leven en levenswandel inspireerde volksauteurs. Naar hem werd de populaire vooroorlogse volkskalender Tisje-Tasje Almanac vernoemd. Ook de reus van Hazebrouck (1947) werd naar hem vernoemd. De Vlaamse Toeristenbond van Bachten de Kupe bracht in de jaren 1960 een tweetalige gedenkplaat op de kerkgevel van Noordpeene aan.

## Levensloop
Tijdens zijn tienerjaren in Noordpeene verbleef hij in de abdij van de Wilhelmieten. Hij kreeg er ook een degelijke opleiding. Hij werkte er enkele jaren als metselaarshulp en trouwde op 19-jarige leeftijd. Zijn vrouw stierf na de geboorte van hun achtste kind. Op dat moment baatte hij een goed draaiende winkel uit. Twee jaar na haar overlijden hertrouwde hij met zijn buurvrouw. Met haar kreeg hij nog twee kinderen.
Tisje-Tasje werd vooral bekend door zijn leven als marktkramer in de Westhoek. Hij trok van markt tot markt met pijpen en tassen. Hij werd geroemd om zijn typische humor, liedjes en grappen in het Frans-Vlaams. In 1826 schreef hij een 'Tooneel-Stuk' in het Frans-Vlaams over de troebelen rond de machtsstrijd tussen het napoleontische regime en het oude koninklijke bestuur van Lodewijk XVIII van Frankrijk. Het theaterstuk kende groot succes.
Jan-Baptist van Grevelynghe werd begraven op het kerkhof van het dorpje Noordpeene waar nog steeds een smeedijzeren grafkruis staat.

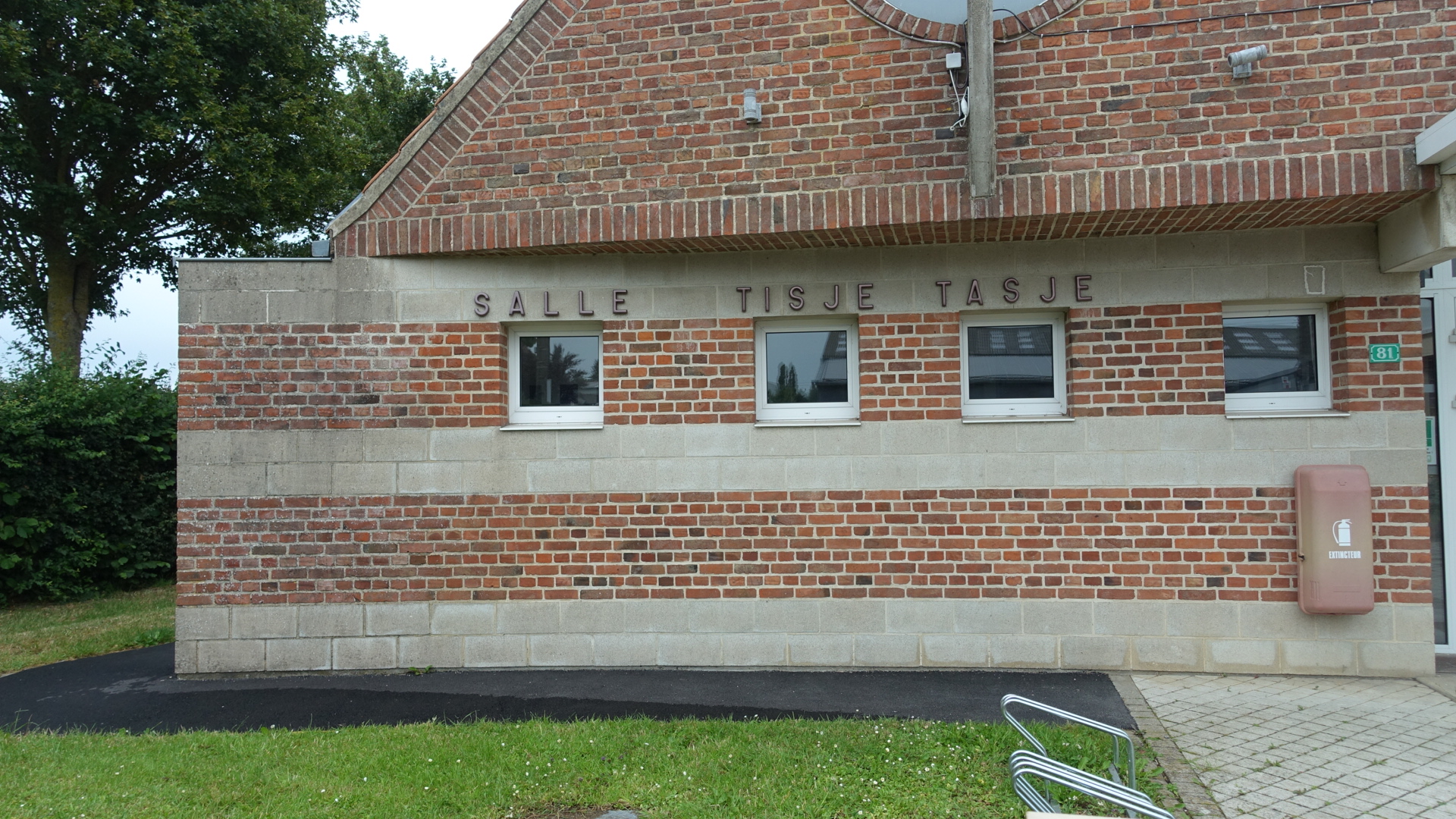
Salle Tisje Tasje in Buysscheure

In Buysscheure is een feestzaal naar hem genoemd, Salle Tisje Tasje. 